# Les Massiliades
 (avril 2017).
Si vous disposez d'ouvrages ou d'articles de référence ou si vous connaissez des sites web de qualité traitant du thème abordé ici, merci de compléter l'article en donnant les références utiles à sa vérifiabilité et en les liant à la section « Notes et références ».
Les Massiliades est le nom du festival musical organisé par les élèves de l'Ecole Centrale Méditerranée. Il a lieu au printemps de chaque année dans une salle de la ville de Marseille.

## Principe
L'idée dominante des Massiliades est de mettre en avant la diversité de la musique contemporaine et de donner à ses spectateurs un accès aux genres qu'ils ne connaissent pas forcément, dans une atmosphère de convivialité et de dynamisme et dans le cadre agréable de l'été marseillais. Traditionnellement, la fanfare de Centrale Méditerranée, appelée "la Farigoule", clôture chaque édition en montant sur scène après les performances des artistes annoncés.
Depuis 2011, le festival cherche à promouvoir les jeunes talents régionaux à travers son tremplin. Organisé quelques mois avant l'édition officielle, plusieurs jeunes artistes se succèdent sur scène pour remporter leur droit de passage à l'édition officielle grâce à l'appréciation du public.
L'équipe du festival collabore également avec l'association Échanges Phocéens en organisant des ateliers ludiques autour de la culture musicale pour un public de collégiens et lycéens de Marseille.
Depuis 2017, l'équipe des Massiliades coorganise un autre tremplin avec des écoles et facultés de Marseille, afin de promouvoir les jeunes artistes du milieu étudiant.
En 2024, l'Association Artistique et Culturelle (aussi appelée "Bureau des Arts") de l'Ecole Centrale de Marseille (nom officiel de l'école), prend l'initiative de relancer le festival.

## Historique[4]
| Édition | Date                     | Lieu              | Mascotte      |
| ------- | ------------------------ | ----------------- | ------------- |
| 1       | Samedi 3 mai 2008        | Nautica           |               |
| 2       | Vendredi 17 avril 2009   | Espace Julien     |               |
| 3       | Samedi 27 mars 2010      | Espace Julien     |               |
| 4       | Samedi 26 mars 2011      | Espace Julien     |               |
| 5       | Samedi 18 février 2012   | Espace Julien     |               |
| 6       | Samedi 16 février 2013   | Espace Julien     |               |
| 7       | Samedi 1er février 2014  | Espace Julien     |               |
| 8       | Samedi 14 février 2015   | Espace Julien     | Tyrannosaurus |
| 9       | Samedi 30 janvier 2016   | Espace Julien     | Eléphant      |
| 10      | Samedi 16 septembre 2017 | Cabaret Aléatoire | Baleine bleue |
| 11      | Samedi 15 septembre 2018 | Le Poste à Galène | Pieuvre       |

### Édition 2008
La première édition des Massiliades s'est déroulée le samedi 3 mai au Nautica, à la Pointe Rouge, dans le huitième arrondissement de Marseille. Tout au long de l'après-midi, le public a pu écouter les compositions de 6 groupes d'étudiants amateurs, tout en pouvant se placer face à la mer sur la terrasse. Les premiers prix de ce tremplin étaient une interview sur RTL2 ainsi qu'une diffusion d'un single (remporté par le groupe Rom Buddy Band) et une journée d'enregistrement en studio (remporté par le groupe Outlaw Jam).
Ensuite, ce fut au tour du groupe SMOOF de se produire sur scène, vers 22h, offrant aux spectateurs un reggae moderne aux tonalités inspirées par la pop et le jazz.
Puis, à partir de minuit, Marabout Fonk System (des DJs locaux) se sont installées aux platines pour animer une soirée étudiante.

### Édition 2009
L'organisation de l'édition 2009 s'est inspirée des enseignements tirés de la première manifestation. L'édition 2009 a eu lieu le 17 avril à l'Espace Julien, à Marseille.
Pour cette édition le concept de tremplin musical a été abandonné, afin de proposer par l’intermédiaire d’artistes professionnels ou ayant acquis une bonne expérience en jouant régulièrement dans des festivals ou dans des bars, un spectacle d’une grande qualité et d’une grande diversité musicale, avec une affiche réunissant, rock, rap, reggae, afrobeat, metal, folk, java et même "caravaning" comme l'avance le groupe tête d'affiche Les Hurlements d'Léo.
À 19 h les concerts ont commencé sur la grande scène de l'Espace Julien. Les premiers groupes qui se sont exprimés furent Milska, Rom Buddy Band et sOLAt. Ces groupes sont composés de jeunes artistes des régions marseillaise et montpelliéraine.
À 22 h a eu lieu le concert des Hurlements d'Léo suivis par Big Mama.
Une fois le concert terminé la soirée se poursuivit avec Marabout Fonk System, de retour aux platines pour les Massiliades.

### Édition 2010
La troisième édition des Massiliades s'est déroulée à l'Espace Julien, le 27 mars 2010.
En tête d'affiche, elle proposait une représentation du groupe de nouvelle scène française Debout sur le Zinc, accompagné par deux groupes marseillais - RedLight, un groupe qui combine electro et rock, et Kabbalah, groupe de jazz à fortes influences traditionnelles judaïques - ainsi que, pour la première fois, un groupe anglais, Crowne.

### Édition 2011
Pour la 3e année consécutive, le festival s'est déroulé à l'Espace Julien. Cette quatrième édition a eu lieu le samedi 26 mars 2011 à partir de 19h.
Cette année, se sont produits les groupes : 
- Pep's : Auteur, compositeur, multi-instrumentiste, Pep's fait partie de ces artistes rares et inclassables. De la grande chanson française, il a gardé cette exigence dans l'écriture qui le pousse à peaufiner chaque vers.
- Les Monstroplantes : Au menu, des cuivres funky, des scratchs et autres bruitages triturés, des boucles électro inquiétantes, un percussionniste au taquet, un groove imparable, et une voix féroce. Ils sont également connus pour avoir fait la première partie pour le Peuple de l'Herbe.
- A state of mind : Formé de trois globe-trotteurs, ASM a jeté dans sa marmite toutes les influences, soul, funk, mais aussi reggae afin de créer un style qui leur est propre. À noter qu'ASM a collaboré avec nombre d'artistes connus comme Wax Tailor
- Crumb : Quatuor originaire de Marseille, délivre un rock aux accents garage, entre cavalcades guitaristiques et orgue psychédélique.

### Édition 2012
Pour la 4e année consécutive, le festival se déroule à l'Espace Julien, le samedi 18 février 2012 avec les groupes : 
- Skip the Use
- Deluxe
- Whiskybaba.
- Tupaga Vibration

### Édition 2013
Pour la 5e année consécutive, le festival se déroule à l'Espace Julien, le samedi 16 février. Cette sixième édition s'inscrit également dans la programmation de Marseille-Provence 2013 à l'occasion du titre de Capitale européenne de la culture pour la ville de Marseille. La programmation de l'édition 2013 des Massiliades est la suivante:
- Danger : musicien français de musique électronique à renommée internationale.
- Scarecrow : duo originaire de Toulouse et constitué d'un rappeur et d'un bluesman.
- Azad Lab : groupe constitué de neuf membres originaires du Sud-Ouest, aux sonorités mêlant le swing et le dubstep.
- So?Mash! : groupe originaire de Marseille et issu du Tremplin.

### Édition 2017
Pour sa dixième année d'existence, le festival est nouvellement organisé au Cabaret Aléatoire, une salle de spectacle dans le complexe de la Friche de la Belle de mai.